# Stephan Rabitsch
Stephan Rabitsch (Klagenfurt, Áustria, 28 de junho de 1991) é um ciclista austriaco que corre para a equipa de categoria continental Team Felbermayr-Simplon Wels.

## Palmarés
- 2016
  - 1 etapa do Tour da Eslováquia
  - Oberösterreichrundfahrt

- 2017
  - Oberösterreichrundfahrt, mais 1 etapa

- 2018
  - Rhône-Alpes Isère Tour, mais 1 etapa[1]
  - Paris-Arras Tour, mais 1 etapa
  - Oberösterreichrundfahrt, mais 2 etapas

## Equipas
- Arbö Gourmetfein Wels (2010-2013)
- Arbö Gourmetfein Wels (2010)
- RC Arbö Gourmetfein Wels (2011)
- RC Arbö Wels Gourmetfein (2012)
- Gourmetfein Simplon (2013)
- Amplatz-BMC (2014)
- Team Felbermayr-Simplon Wels (2015-)